# Heinrich Hüttenbrenner
Pour les articles homonymes, voir Hüttenbrenner.
Heinrich Hüttenbrenner, né le 9 janvier 1799 à Graz et mort le 29 décembre 1830 dans la même ville, est un juriste et poète autrichien.

## Biographie
Professeur de droit romain et de droit canonique à l'université de Graz, il est aussi l'auteur de poèmes lyriques dont certains furent mis en musique par Franz Schubert. Il est le frère d'Anselm Hüttenbrenner, compositeur et critique musical autrichien.

## Source
- (de) Cet article est partiellement ou en totalité issu de l’article de Wikipédia en allemand intitulé « Heinrich Hüttenbrenner » (voir la liste des auteurs).